# 1947 en Belgique
Chronologie de la Belgique
- 1943
- 1944
- 1945
- 1946
- 1947
- 1948
- 1949
- 1950
- 1951

Cette page recense des événements qui se sont produits durant l'année 1947 en Belgique.

## Chronologie
- 1er mars : 
  - Le prix du charbon passe de 480 à 629 francs la tonne.
  - Les subsides attribués aux charbonnages belges sont supprimés. Un système de compensations est instauré, redistribuant 85 % des bénéfices des charbonnages en boni à ceux qui sont déficitaires[1].
- 7 mars : libération du prix de la confiture[2].
- 12 mars : les ministres communistes démissionnent[3].
- 13 mars :
  - Chute du gouvernement Huysmans.
  - Le prince régent Charles nomme Paul-Henri Spaak formateur[4].
- 19 mars : formation du gouvernement Spaak III, rassemblant sociaux-chrétiens et socialistes[5].

## Culture

### Cinéma
- Adversaires invisibles de Jean Gatti.
- L'Amour autour de la maison de Pierre de Hérain.
- Les Atouts de Monsieur Wens et Le Cocu magnifique d'Émile-Georges De Meyst.
- Le Crabe aux pinces d'or, film d'animation de Claude Misonne.
- Vivent les femmes (Leve de vrouwtjes !) de Gaston Schoukens.

### Littérature
- Prix Victor-Rossel : Maurice Carême, Contes pour Caprine.
- Écorces du temps, recueil de poèmes d'Achille Chavée[6].
- Et Adam répondit, pièce de théâtre de Marie-Thérèse Bodart[7].
- L'Heure de la vérité, roman d'Albert Ayguesparse[8].
- La Lanterne magique, recueil de poèmes de Maurice Carême[9].
- Les Vacances d'un enfant, récit de Louis Scutenaire[10].

#### Nouvelles et romans policiers deGeorges Simenon
- Au bout du rouleau.
- Maigret et l'Inspecteur malgracieux.
- Maigret à New York.
- Maigret se fâche.
- Le Passager clandestin.
- La Pipe de Maigret.

## Sciences
- Prix Francqui : non attribué.

## Naissances
- 28 janvier : Fons Bastijns, joueur de football († 15 novembre 2008).
- 1er février : Gaston Rahier, pilote de moto-cross († 8 février 2005).
- 13 février : Julien Cools, joueur de football.
- 11 mars : Luc Coene, ministre d'État, gouverneur de la Banque nationale de Belgique († 5 janvier 2017).
- 14 mars : José Happart, homme politique.
- 29 mars : Geert van Istendael, écrivain d'expression néerlandaise.
- 2 mai : Philippe Herreweghe, chef d'orchestre.
- 11 mai : Jean-Louis Close, homme politique.
- 5 juin : Maurice Martens, joueur de football.
- 17 juin : Joseph De Kesel, évêque de Bruges.
- 19 août : Michel Weyland, dessinateur et scénariste.
- 24 août : Roger De Vlaeminck, coureur cycliste.
- 2 septembre : Freddy Willockx, homme politique.
- 14 septembre : René Desayere, joueur et entraîneur de football.
- 8 octobre : Emiel Puttemans, athlète.
- 9 octobre : Noël Vantyghem, coureur cycliste († 10 juin 1994).
- 22 novembre : Luke Walter Jr., chanteur et musicien († 18 juin 1996).
- 10 décembre : Philippe Housiaux, athlète.
- 11 décembre : Marc Quaghebeur, écrivain d'expression française.
- 27 décembre : Willy Polleunis, athlète.

## Décès
- 16 juin :  Jean Capart, égyptologue (° 21 février 1877).
- 17 juillet : Camille Jacquemin, prêtre, compositeur, organiste (° 7 décembre 1899).
- 8 septembre : Victor Horta, architecte (° 6 janvier 1861).
- 7 octobre : Fernand Jacquet, as de l'aviation (° 2 novembre 1888).
- 30 octobre : Mathieu Crickboom, violoniste (° 2 mars 1871).

## Statistiques
- Population totale au 31 décembre 1947 : 8 512 195 habitants[11].